# Iskhaq Yosip
Iskhaq Yosip – duchowny Asyryjskiego Kościoła Wschodu, biskup Północnego Iraku i Rosji. Członek Świętego Synodu.